# ماتيو كوفاتشيتش
ماتيو كوفاتشيتش (بالكرواتية: Mateo Kovačić؛ مواليد 6 مايو 1994) هو لاعب كرة قدم كرواتي يلعب في مركز الوسط مع نادي مانشستر سيتي في الدوري الإنجليزي الممتاز والمنتخب الكرواتي. عادة ما يتم استخدام كوفاتشيتش كلاعب وسط مركزي أو لاعب خط وسط يدافع ويهاجم «بوكس تو بوكس»، لكنه يعتبر لاعب خط وسط متعدد الاستخدامات يمكنه اللعب في مواقع أعمق. كما تكيف مع اللعب إما على نطاق واسع على اليسار أو كلاعب خط وسط مهاجم في وقت سابق من مسيرته.
بدأ كوفاتشيتش مسيرته الاحترافية مع دينامو زغرب في سن الـ16، وحقق معه لقبين متتاليين في الدوري، قبل أن ينضم إلى إنتر ميلان في 2013. بعد موسم 2014–15، انتقل إلى ريال مدريد، حيث فاز معهم بدوري أبطال أوروبا ثلاث مرات متتالية. وأُعير لنادي تشيلسي في موسم 2018–19، وفاز معهم بلقب الدوري الأوروبي. في يوليو 2019، انتقل بشكل كامل إلى تشيلسي. بعد موسم 2019–20، حصل على جائزة لاعب العام في تشيلسي.
بدأ كوفاتشيتش المشاركة مع المنتخب الكرواتي منذ عام 2013، وكان ضمن الفرق المشاركة في كأس العالم 2014 وبطولة أمم أوروبا 2016 وكأس العالم 2018، ووصل إلى نهائي البطولة الأخيرة. لُقّب Il Professore (الأستاذ) من قبل الصحفيين الرياضيين الإيطاليين.

## مسيرته الكروية

### بدايته المبكرة
ولد في لينز، النمسا لأبوين كرواتيين بوسنيين الذين انتقلوا إلى هناك من كوتور فاروش في البوسنة والهرسك، بدأ كوفاتشيتشاللعب في سن مبكرة في أكاديمية لاسك لينز المحلية. في عام 2007، عندما كان كوفاتشيتشفي الثالثة عشرة من عمره، تم ترمراقبته ن قبل العديد من الأندية الأوروبية البارزة، من ضمنهم أياكس وإنتر ميلان ويوفنتوس وبايرن ميونيخ، لكن عائلته قررت الانتقال إلى زغرب بدلاً من ذلك، حيث انضم إلى عملاق كرواتيا نادي دينامو زغرب.

### دينامو زغرب

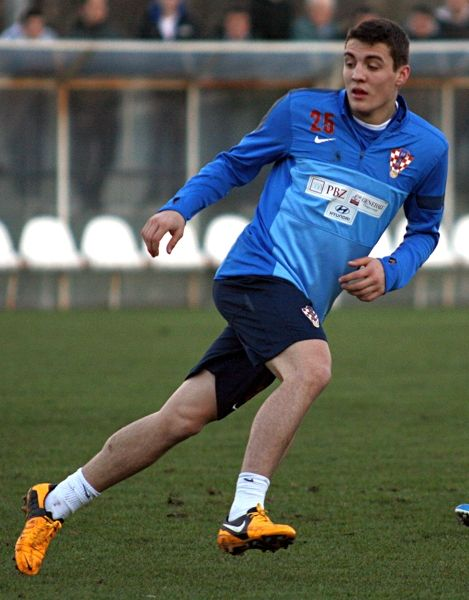
كوفاتشيتش يتدرب مع دينامو زغرب

بدأ كوفاتشيتش التدريب مع الفريق الأول للنادي تحت قيادة المدرب ووحيد خليلهودزيتش بعد أربعة أشهر من انضمامه للنادي، في 6 أكتوبر 2010، لكن استمر في المشاركة مع النادي في مباريات الدوري الأكاديمي خلال شهر أكتوبر. في وقت لاحق من ذلك الشهر، أفادت صحيفة Sportske novosti اليومية الرياضية المحلية أن ستيف رولي، رئيس نادي أرسنال، وصل إلى زغرب ليشاهد أداء في مباريات تحت 17 سنة ضد نادي سيباليا ونادي زغرب.
في النهاية شارك كوفاتشيتش لأول مرة في الدوري الكرواتي الممتاز 2010–11 ضد هرفاتسكي دراغوفولجاك في 20 نوفمبر 2010، حيث سجل هدف دينامو الرابع في مباراة الفوز 6–0. جعله ذلك أصغر لاعب يسجل هدف في تاريخ الدوري، بعمر 16 و 198 يوماً، محطماً الرقم القياسي الذي تحقق قبل أسبوعين فقط من قبل دينو جيبهار الذي سجل لصالح نادي أوسيجك بعمر 16 سنة و 278 يوماً، في 13 نوفمبر 2010. في أول موسم له مع دينامو زغرب، نجح في المشاركة في 7 مباريات، وساهم في الفوز بلقب الدوري.
في 30 يناير 2013، كشفت وسائل الإعلام، بشكل مفاجئ أن كوفاتشيتش تم بيعه إلى إنتر ميلان. خلال فترة وجوده مع دينامو فاز كوفاتشيتش بلقبين في الدوري المحلي وكأسين في كأس كرواتيا، وشارك في ما مجموعه 73 مباراة رسمية، من ضمنها 12 مباراة في دوري أبطال أوروبا.

### إنتر ميلان

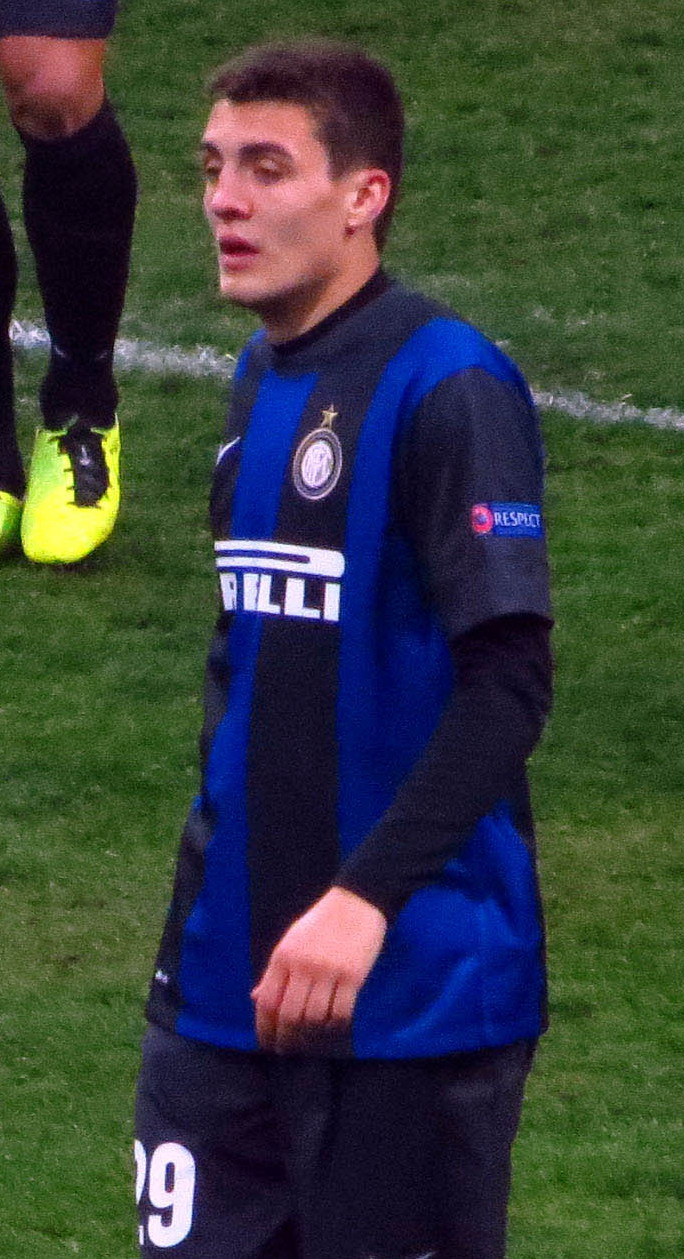
كوفاتشيتش مع إنتر ميلان في فبراير 2013

في 31 يناير 2013، وافق كوفاتشيتش على الانتقال إلى إنتر ميلان. تم الكشف عن قيمة الصفقة والتي بلغت 15 مليون يورو، حيث تم دفع 11 مليون يورو على الفور و4 ملايين يورو عندما يتأهل الإنتر لدوري أبطال أوروبا. عند وصوله، تم إعطاءة القميص رقم 10 الذي كان يرتديه ويسلي سنايدر.
شارك كوفاتشيتش لأول مرة مع إنتر ميلان بعد ثلاثة أيام في 3 فبراير، حيث دخل كبديل في الشوط الأول في مباراة بالدوري الإيطالي أمام سيينا. في 14 فبراير، شارك كوفاتشيتش لأول مرة في الدوري الأوروبي أمام جماهير سان سيرو في مباراة ضد سي إف آر كلوج. صنع هدف الفوز لرودريغو بالاسيو ليجعل النتيجة 2–0 لصالح الإنتر مما أثار إعجاب الجمهور بأدائه، وتلقى ترحيباً حاراً بينما كان يجري استبداله في الدقيقة 89. لعب أيضا 90 دقيقة كاملة في مباراة الفوز 3–0 ضد سي إف آر كلوج، حيث تأهل الإنتر إلى الجولة التالية من الدوري الأوروبي 2012–13.
شارك كوفاتشيتش لأول مرة كأساسي بالدوري المحلي في الجولة التالية أمام فيورنتينا والتي انتهت بالخسارة 1–4. في دور الـ16 من الدوري الأوروبي لعب الإنتر ضد توتنهام هوتسبير وفاز الأخير 3–0 في لندن بمباراة الذهاب، احتاج الإنتر للفوز 4–0 في ميلان لكي يتأهل إلى الجولة التالية. وانتهت المباراة بفوز الإنتر 4–1 بعد انتهاء المباراة في الوقت الإضافي، حيث لعب كوفاتش دور البطولة. أعجب برباطة جأشة وسناعته للعب ليتلقى مرة أخرى التصفيق من المشجعين. وأشاد به مدرب الإنتر أندريا ستراماتشوني على أدائه في مناسبات عدة، واصفًا إياه بـ «نجم المستقبل».
في 30 مارس، شارم كوفاتشيتش لأول مرة في ديربي إيطاليا ضد يوفنتوس في سان سيرو. وانتهى الديربي بفوز يوفنتوس 1–2. في شهر مايو، تم منحه جائزة «ملهم العام» من قبل مشجعي الإنتر.

### ريال مدريد

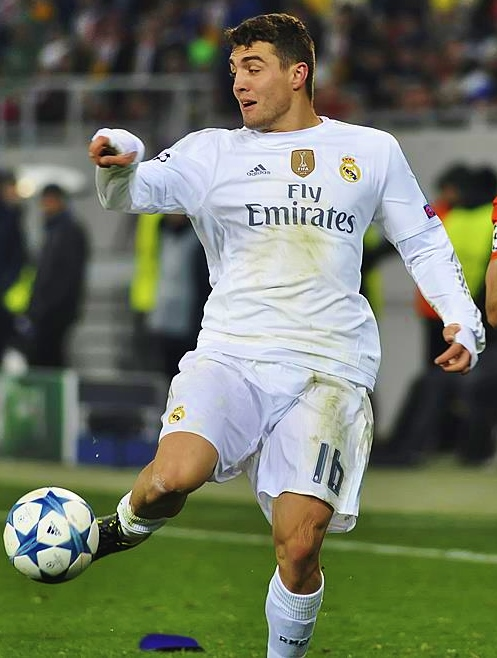
كوفاتشيتش يلعب مع ريال مدريد في 2015

في 16 أغسطس 2015، أكد المدير الفني لنادي إنتر ميلان روبرتو مانشيني أن النادي اضطر لبيع كوفاتشيتش إلى ريال مدريد بسبب قوانين اللعب المالي النظيف. خلال حديثه خلال مؤتمر صحفي بعد مباراة ودية ضد أيك أثينا اليوناني، قال مانشيني: «هناك قواعد يجب احترامها. لا أعتقد أن أي شخص يريد أن يحدث هذا ولكن يجب علينا اتباع قوانين اللعب المالي النظيف». وأكد ريال مدريد أيضا انتقاله بعد يومين، معلنا أن كوفاتشيتش وقع عقدا لمدة ست سنوات مع النادي. وبلغت رسوم انتقاله 29 مليون يورو، وفقا للإيداع المالي لإنتر ميلان. في 19 أغسطس، تم تقديم كوفاتشيتش كلاعب جديد من قبل ريال مدريد على ملعب سانتياغو برنابيو، حيث تم الإعلان بإنه سيرتدي القميص رقم 16 مع الملكي. وأصبح كوفاتش خامس لاعب كرواتي، بعد روبرت بروسينتشكي، ودافور شوكر، وروبيرت يارني ولوكا مودريتش، ينضم إلى ريال مدريد.
بعد أربعة أيام من تقديمه للإعلام، شارك لأول مرة كبديل عن إيسكو في الدقيقة 70 في أول مباراة لريال مدريد بالدوري الإسباني موسم 2015–16، والتي انتهت بالتعادل السلبي أمام سبورتينغ خيخون. سجل هدفه الأول في مباراة الفوز 8–0 على أرضه أمام مالمو في 8 ديسمبر 2015. في 3 يناير 2016، تلقى كوفاتشيتش بطاقة حمراء مباشرة في مباراة التعادل 2–2 أمام فالنسيا لارتكابه خطأ على جواو كانسيلو. في نهاية موسمه الأول مع اللوس بلانكوس، شارك في 34 مباراة وسجل هدف وحيد. في الأشهر الافتتاحية من الموسم، كان يشارك بصفة مستمرة مع المدرب رافاييل بينيتيز ولعب في كل المراكز في خط الوسط تقريبا. وبما أن زين الدين زيدان حل محل بينيتيز في بداية يناير، أصبحت مشاركته نادرة بشكل متزايد. شارك في 8 مباريات وسجل هدف واحد عندما حقق ريال مدريد لقب دوري أبطال أوروبا 2015–16.
سجل هدفه الأول في الدوري في 29 يناير 2017 أمام ريال سوسييداد في المباراة التي انتهت بالفوز 3–0.
كان جزء من تشكيلة الملكي حينما فازوا بلقب الدوري الإسباني 2016–17 ودوري أبطال أوروبا 2016–17.
خلال دوري أبطال أوروبا 2017–18، شارك في 6 مباريات وفاز ريال مدريد بلقب دوري أبطال أوروبا للمرة الثالثة على التوالي و الـ13 بتاريخه.

### تشيلسي
في 8 أغسطس 2018، تمت إعارة كوفاتشيتش إلى تشيلسي لمدة عام واحد. شارك لأول مرة في فوزه على أرضه 3–2 أمام أرسنال في 18 أغسطس، حيث دخل كبديل في الشوط الثاني. تم حظر تشيلسي لاحقًا من سوق الانتقالات من قبل الاتحاد الدولي لكرة القدم، لكنهم قادرون على توقيع مع كوفاتشيتش بشكل أساس دائم لأنه تم تسجيله كلاعب لتشيلسي عندما تم الانتهاء من صفقة الإعارة.
في 1 يوليو 2019، انتقل كوفاتشيتش بشكل دائم إلى تشيلسي، بتوقيعه لعقد مدته خمس سنوات. بعد موسم صعب تحت قيادة ماوريسيو ساري، تحول إلى أحد أهم لاعبي تشيلسي تحت قيادة المدرب الجديد فرانك لامبارد. سجل كوفاتشيتش هدفه الأول مع تشيلسي في 27 نوفمبر، في مباراة التعادل في دوري أبطال أوروبا 2–2 ضد فالنسيا على ملعب ميستايا. في 7 ديسمبر، سجل هدفه الأول في الدوري الإنجليزي الممتاز في الخسارة 1–3 خارج أرضه أمام إيفرتون. في نهائي كأس الاتحاد الإنجليزي 2020 في 1 أغسطس 2020، تم طرده بشكل مثير للجدل بسبب تدخل خفيف إلى حد ما على غرانيت تشاكا، حيث خسر تشيلسي 2–1 أمام أرسنال. في 25 أغسطس، حصل على جائزة لاعب العام في تشيلسي.
في 23 سبتمبر 2020، احتفل كوفاتشيتش بمشاركته رقم 100 للنادي ضد بارنسلي في الجولة الثالثة من كأس الاتحاد الإنجليزي حيث فاز تشيلسي 6–0 على أرضه. بعد بداية صعبة للموسم، استعاد كوفاتشيتش قوته من الموسم السابق بعد تعيين المدرب الجديد توماس توخيل. قبل مباراة الإياب من ربع نهائي دوري أبطال أوروبا ضد بورتو، تعرض كوفاتشيتش لإصابة في وتر واضطر للتغيب عن مباراة نصف النهائي ضد ناديه السابق ريال مدريد، والتي فاز بها تشيلسي 3–1 في مجموع المباراتين. على الرغم من فوزه السابق بثلاث بطولات دوري أبطال أوروبا، في 29 مايو 2021، لعب كوفاتشيتش في نهائي دوري أبطال أوروبا لأول مرة في مسيرته، حيث حل محل ماسون ماونت في الدقيقة 80، في فوز تشيلسي 1–0 أمام مانشستر سيتي.

## مسيرته الدولية

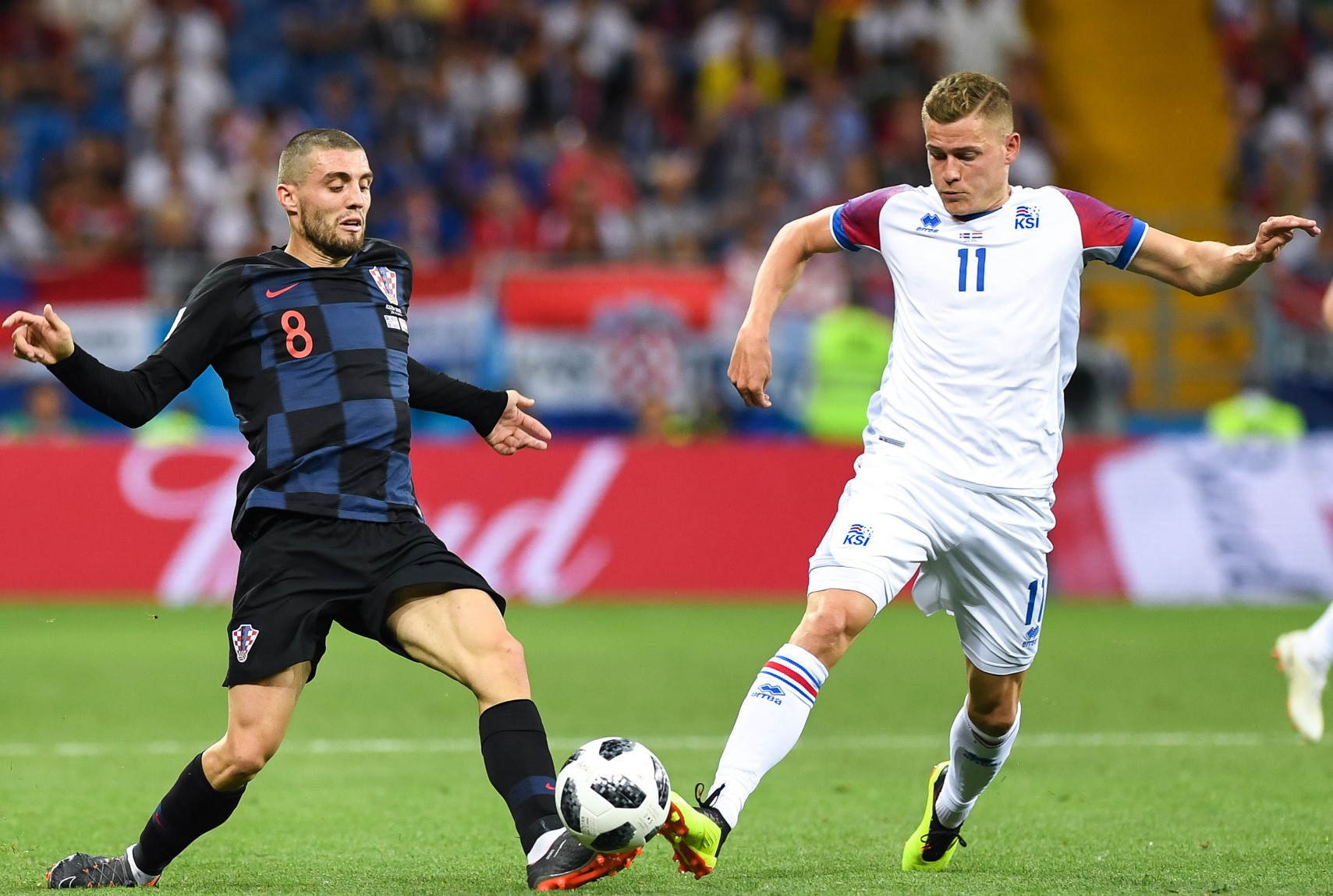
كوفاتشيتش يلعب ضد آيسلندا في كأس العالم 2018

شارك كوفاتشيتش مع جميع الفئات السنية للمنتخب الكرواتي، حيث شارك لأول مرة في مايو 2008 في مباراة ودية مع منتخب كرواتيا تحت 14 سنة ضد سلوفاكيا. منذ عام 2011، كان جزء من تشكيلة منتخب كرواتيا تحت 19 سنة وتحت 21 سنة. في أغسطس 2012، أستدعي كوفاتشيتش لأول مرة للمنتخب الأول في مباراة ضد سويسرا، لكنه لم يلعب بسبب الإصابة. وفي وقت لاحق، أستدعي للمشاركة في مباريات تصفيات كأس العالم 2014 في مارس 2013. وقد شارك لأول مرة في مباراة بالتصفيات ضد صربيا في 22 مارس 2013، حيث لعب كلاعب خط وسط بجانب لوكا مودريتش.
في 2 يونيو 2014، تم إستدعاء كوفاتشيتش ليشارك مع المنتخب الكرواتي في كأس العالم 2014. كان أساسي في المباراة الافتتاحية لكأس العالم ضد المستضيف البرازيل، وانتهت المباراة بالخسارة 3–1 على أرينا كورينثيانز، ساو باولو، حيث لعب لمدة 60 دقيقة قبل أن يتم استبداله. ولعب جميع المباريات المتبقية في مرحلة المجموعات، حيث تم إقصاء كرواتيا من مرحلة المجموعات.
في 7 يونيو 2015، سجل أول هدف دولي له في مباراة الفوز 4–0 على جبل طارق في مشاركته رقم 20 مع المنتخب الوطني.
في 4 يونيو 2018، تم اختيار كوفاتشيتش في تشكيلة كرواتيا المكونة من 23 لاعباً لكأس العالم 2018. في 22 يونيو، صنع كوفاتشيتش هدف زميلة إيفان راكيتيتش بدون أنانية، حيث سجل الهدف الثالث لكرواتيا في مباراة الفوز 3–0 على الأرجنتين في مباراتهم الثانية في البطولة. أنهى البطولة كوصيف مع منتخب بلاده كإنجاز تاريخي.

## حياته الشخصية
وُلِد كوفاتشيتش في لينتس بالنمسا لوالدين من الكروات البوسنيون ستيبو وروشيكا اللذان انتقلا إلى هناك من زابريتش بالقرب من كوتور فاروش، البوسنة والهرسك قبل الحروب اليوغوسلافية.
كوفاتشيتش شخص متدين، يتبع الكنيسة الرومانية الكاثوليكية ويذهب إلى الكنيسة كل يوم أحد. يتكلم خمس لغات وهي: الإنجليزية، الكرواتية، الألمانية، الإسبانية والإيطالية. اختار لوكا مودريتش كمثل أعلى له في كرة القدم.
في عام 2017، تزوج كوفاتشيتش من صديقته القديمة إيزابيل أندريجانيتش. في 12 أكتوبر 2020، أنجبت أندريجانيتش طفلهما الأول، وهو طفل اسمه إيفان.

## الإحصائيات

### النادي
آخر تحديث 29 مايو 2021.
| النادي         | الموسم   | الدوري                   | الدوري | الدوري  | الكأس الوطني | الكأس الوطني | كأس الدوري | كأس الدوري | أوروبا | أوروبا  | أخرى   | أخرى    | المجموع | المجموع |
| النادي         | الموسم   | الظهور                   | الظهور | الأهداف | الظهور       | الأهداف      | الظهور     | الأهداف    | الظهور | الأهداف | الظهور | الأهداف | الظهور  | الأهداف |
| -------------- | -------- | ------------------------ | ------ | ------- | ------------ | ------------ | ---------- | ---------- | ------ | ------- | ------ | ------- | ------- | ------- |
| دينامو زغرب    | 2010–11  | الدوري الكرواتي الممتاز  | 7      | 1       | 2            | 0            | —          | —          | 0      | 0       | —      | —       | 9       | 1       |
| دينامو زغرب    | 2011–12  | الدوري الكرواتي الممتاز  | 25     | 4       | 7            | 1            | —          | —          | 12     | 1       | —      | —       | 44      | 6       |
| دينامو زغرب    | 2012–13  | الدوري الكرواتي الممتاز  | 11     | 1       | 1            | 0            | —          | —          | 8      | 0       | —      | —       | 20      | 1       |
| دينامو زغرب    | المجموع  | المجموع                  | 43     | 6       | 10           | 1            | —          | —          | 20     | 1       | —      | —       | 73      | 8       |
| إنتر ميلان     | 2012–13  | الدوري الإيطالي          | 13     | 0       | 1            | 0            | —          | —          | 4      | 0       | —      | —       | 18      | 0       |
| إنتر ميلان     | 2013–14  | الدوري الإيطالي          | 32     | 0       | 3            | 0            | —          | —          | —      | —       | —      | —       | 35      | 0       |
| إنتر ميلان     | 2014–15  | الدوري الإيطالي          | 35     | 5       | 1            | 0            | —          | —          | 8      | 3       | —      | —       | 44      | 8       |
| إنتر ميلان     | المجموع  | المجموع                  | 80     | 5       | 5            | 0            | —          | —          | 12     | 3       | —      | —       | 97      | 8       |
| ريال مدريد     | 2015–16  | الدوري الإسباني          | 25     | 0       | 1            | 0            | —          | —          | 8      | 1       | —      | —       | 34      | 1       |
| ريال مدريد     | 2016–17  | الدوري الإسباني          | 27     | 1       | 4            | 0            | —          | —          | 6      | 1       | 2      | 0       | 39      | 2       |
| ريال مدريد     | 2017–18  | الدوري الإسباني          | 21     | 0       | 5            | 0            | —          | —          | 7      | 0       | 3      | 0       | 36      | 0       |
| ريال مدريد     | المجموع  | المجموع                  | 73     | 1       | 10           | 0            | —          | —          | 21     | 2       | 5      | 0       | 109     | 3       |
| تشيلسي (إعارة) | 2018–19  | الدوري الإنجليزي الممتاز | 32     | 0       | 2            | 0            | 5          | 0          | 12     | 0       | —      | —       | 51      | 0       |
| تشيلسي         | 2019–20  | الدوري الإنجليزي الممتاز | 31     | 1       | 6            | 0            | 1          | 0          | 8      | 1       | 1      | 0       | 47      | 2       |
| تشيلسي         | 2020–21  | الدوري الإنجليزي الممتاز | 27     | 0       | 3            | 0            | 2          | 0          | 10     | 0       | —      | —       | 42      | 0       |
| تشيلسي         | المجموع  | المجموع                  | 90     | 1       | 11           | 0            | 8          | 0          | 30     | 1       | 1      | 0       | 140     | 2       |
| الإجمالي       | الإجمالي | الإجمالي                 | 286    | 13      | 36           | 1            | 8          | 0          | 83     | 7       | 6      | 0       | 419     | 21      |

### المنتخب
آخر تحديث 30 مارس 2021.
| المنتخب الوطني | العام   | الظهور | الأهداف |
| -------------- | ------- | ------ | ------- |
| كرواتيا        | 2013    | 7      | 0       |
| كرواتيا        | 2014    | 12     | 0       |
| كرواتيا        | 2015    | 5      | 1       |
| كرواتيا        | 2016    | 8      | 0       |
| كرواتيا        | 2017    | 5      | 0       |
| كرواتيا        | 2018    | 12     | 0       |
| كرواتيا        | 2019    | 7      | 0       |
| كرواتيا        | 2020    | 7      | 2       |
| كرواتيا        | 2021    | 3      | 0       |
| المجموع        | المجموع | 66     | 3       |

قائمة الأهداف والنتائج مع منتخب كرواتيا الأول.
| # | التاريخ        | المكان                                | م. | الخصم    | الهدف | النتيجة | المسابقة                       |
| - | -------------- | ------------------------------------- | -- | -------- | ----- | ------- | ------------------------------ |
| 1 | 7 يونيو 2015   | ملعب أنجلكو هيرجفك، فاراجدين، كرواتيا | 20 | جبل طارق | 2–0   | 4–0     | ودية                           |
| 2 | 17 نوفمبر 2020 | ملعب بولجد، سبليت، كرواتيا            | 63 | البرتغال | 1–0   | 2–3     | دوري الأمم الأوروبية 2020–21 أ |
| 3 | 17 نوفمبر 2020 | ملعب بولجد، سبليت، كرواتيا            | 63 | البرتغال | 2–2   | 2–3     | دوري الأمم الأوروبية 2020–21 أ |

## الانجازات
دينامو زغرب
- الدوري الكرواتي الممتاز: 2010–11، 2011–12
- كأس كرواتيا: 2010–11، 2011–12

ريال مدريد
- كأس السوبر الأوروبي: 2016،[87] 2017[88]
- كأس العالم للأندية: 2016،[89] 2017[90]
- الدوري الإسباني: 2016–17[91]
- دوري أبطال أوروبا: 2016–17،[92] 2017–18[93]
- كأس السوبر الإسباني: 2017[94]

تشيلسي
- دوري أبطال أوروبا: 2020–21[95]
- الدوري الأوروبي: 2018–19[96]
- كأس الاتحاد الإنجليزي الوصيف: 2019–20[97]
- كأس رابطة الأندية الإنجليزية المحترفة الوصيف: 2018–19[98]

كرواتيا
- كأس العالم الوصيف: 2018[99]

الفردية
- جائزة أفضل لاعب كرواتي شاب: 2011[100]
- لاعب العام في تشيلسي: 2019–20[101]

الأوسمة
- وسام دوق برانيمير: 2018[102]

## وصلات خارجية
- ماتيو كوفاتشيتش – سجل منافسات اليويفا
- ماتيو كوفاتشيتش على موقع الاتحاد الدولي (مؤرشف)  (الإنجليزية)
- ماتيو كوفاتشيتش على موقع الاتحاد الأوربي (الإنجليزية)
- ماتيو كوفاتشيتش على موقع اتحاد كرواتيا (الكرواتية)
- ماتيو كوفاتشيتش على موقع قاعدة بيانات كرة القدم.إي يو (الإنجليزية)
- ماتيو كوفاتشيتش على موقع ليكيب (الفرنسية)
- ماتيو كوفاتشيتش على موقع ناشيونال فوتبول تيمز (الإنجليزية)
- ماتيو كوفاتشيتش على موقع Soccerbase.com (لاعب) (الإنجليزية)
- ماتيو كوفاتشيتش على موقع Soccerway.com (الإنجليزية)
- ماتيو كوفاتشيتش على موقع عالم كرة القدم.نت (الإنجليزية)
- ماتيو كوفاتشيتش على موقع AS.com (الإسبانية)